# Marat Izmajlov
Marat Nailevich Izmailov, rusky Марат Наилевич Измайлов, tatarsky Марат Наил улы Измайлов (* 21. září 1982 Moskva, SSSR) je bývalý ruský profesionální fotbalista, který hrál jako záložník.
Hrál např. za Lokomotiv Moskva, Sporting CP, FC Porto a kariéru ukončil v Araratu Moskva. Je známý pro své driblování a tempo a zároveň měl dobrou střelu na velkou vzdálenost a přesnou přihrávku. Mnohokrát se zranil.
Izmailov reprezentoval Rusko na mistrovství světa ve fotbale 2002 a dvou EURO.